# Karl von Gerber

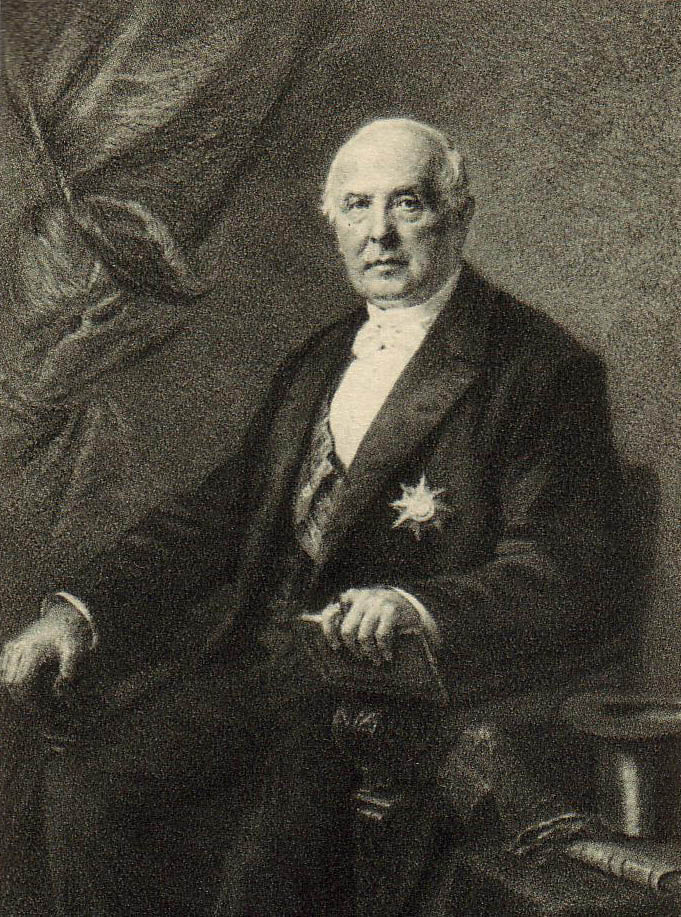
Karl von Gerber, sächsischer Staatsminister

Karl Friedrich Wilhelm Gerber, ab 1853 Karl Friedrich Wilhelm von Gerber (* 11. April 1823 in Ebeleben; † 23. Dezember 1891 in Dresden) war ein deutscher Jurist, Hochschullehrer und königlich sächsischer Staatsminister und Kultusminister.

## Familie
Karl Gerber entstammte einer bekannten Schwarzburger Familie. Sein Urgroßvater war der Musiker Heinrich Nikolaus Gerber (1702–1775); der Musik-Lexikologe Ernst Ludwig Gerber (1746–1819) war sein Großonkel. Er war ein Sohn von Dr. h. c. Friedrich Gerber (* 14. November 1776; † 5. Oktober 1859), Rektor der Stiftsschule in Ebeleben und später Direktor des Gymnasiums in Sondershausen, und dessen zweiter Ehefrau Wilhelmine Köppel (1794–1858).
Gerber heiratete in erster Ehe am 9. September 1848 in Sondershausen Rosalie von Bloedau (* 7. Januar 1829 in Sondershausen; † 30. Dezember 1859 in Tübingen), die älteste Tochter des 1835 in den Schwarzburg-Sondershausener Adelsstand erhobenen Carl von Bloedau (1804–1886), Fürstlicher Geheimrat und Leibarzt, und der Jeannette geb. von Kauffberg (1810–1878). Aus dieser Ehe stammten die drei Kinder Luise (* 30. April 1850 in Erlangen; † 23. März 1926 in Sondershausen), Clara (* 10. November 1851 in Tübingen; † 20. Mai 1941 in Sondershausen; verehelichte von Schneidewind) und Richard (* 7. Januar 1853 in Tübingen; † 2. August 1885 in New Orleans; Arzt).
In zweiter Ehe heiratete er am 16. Mai 1861 deren jüngere Schwester Helene von Bloedau (* 4. September 1838 in Sondershausen; † 12. Februar 1909 ebenda). Mit ihr hatte er die beiden Kinder Marie (* 1. März 1862 in Sondershausen; † 4. April 1939 ebenda; Staatsdame der Fürstin Anna Luise von Schwarzburg) und Carl Ludwig (* 8. März 1866 in Leipzig; † 27. April 1902 in Hildesheim; Kgl. Sächsischer Hauptmann).

## Leben und politisches Wirken
Während seines Studiums hatte er sich 1840 der Alten Leipziger Burschenschaft angeschlossen. Nach seinem 1840 in Leipzig begonnenen und 1841 in Heidelberg fortgesetzten Studium der Rechtswissenschaft habilitierte sich Gerber 1844 an der Universität Jena und wurde 1847 Professor an der Universität Erlangen. 1851 wechselte er an die Universität Tübingen. Als Vizekanzler und seit 1856 Kanzler der Universität Tübingen besaß er kraft seines Amtes von 1851 bis 1862 ein Mandat im württembergischen Landtag.
1862 folgte Gerber einem Ruf als Professor nach Jena, ging aber schon im folgenden Jahr 1863 an die Universität Leipzig. 1867 wurde er zum Mitglied des verfassunggebenden norddeutschen Reichstags gewählt.
Gerber beteiligte sich maßgeblich an der synodalen Umgestaltung der sächsischen Landeskirche. Nach dem Rücktritt Johann Paul von Falkensteins wurde er 1871 mit dem Amt des Kultusministers betraut. Er setzte die Reform der Landeskirche um und erreichte ein neues Volksschulgesetz. Die folgenden 20 Jahre widmete er ganz den Verwaltungsarbeiten des Kirchen- und Bildungswesens und publizierte kaum noch auf rechtswissenschaftlichem Gebiet. Außerdem sind zu nennen der Landeslehrplan von 1878, das Gymnasialgesetz von 1876 und der Ausbau der Lehrerseminare. Er förderte wie Falkenstein die Universität Leipzig (namentlich durch großzügige Bauwerke, z. B. die Universitätsbibliothek). Nachdem Alfred von Fabrice gestorben war, übernahm Gerber im Frühjahr 1891 auch noch die Gesamtleitung der sächsischen Politik, verstarb aber im gleichen Jahr.
Die Technische Universität Dresden hat im Jahre 1991 eines ihrer Gebäude nach Karl von Gerber benannt. In diesem sind die Juristische Fakultät, die Lehrstühle des Instituts für Politikwissenschaft sowie die Zweigbibliothek Recht untergebracht.

## Der Rechtswissenschaftler
Gerber galt als einer der großen Juristen seiner Zeit auf dem Gebiet des Privatrechts. Er wird immer wieder an die Seite von Rudolf von Jhering gestellt. Gerber war auch für das Staatsrecht von Bedeutung und vertrat eine antiliberale, konservative und monarchistische Richtung, obgleich sein staatsrechtliches System durchaus demokratische Anknüpfungspunkte bot. Seine staatsrechtlichen Anschauungen leben in Deutschland vielfach fort, weil Gerber mit seinen einerseits positivistischen Beschreibungen und andererseits an abstrakten Prinzipien orientierten Betrachtungsweise epochemachend wirkte.

## Ehrungen
Gerber wurde 1853 zum Ritter und 1861 zum Commenthur des Ordens der Württembergischen Krone  ernannt. Mit dem Orden war der persönliche Adelsstand verbunden. Als königlich sächsischer Kultusminister wurde er am 18. Juni 1878 in Dresden in den sächsischen erblichen Adelsstand erhoben.
Am 1. Juli 1872 wurde er zum Ehrenmitglied der Sächsischen Akademie der Wissenschaften gewählt.

## Werke (Auswahl)
- Mitherausgeber von Band 1 bis 6 der Jahrbücher für die Dogmatik des heutigen römischen und deutschen Privatrechts. Jena 1857ff. Digitalisat.
- System des Deutschen Privatrechts. Erste Abtheilung, Jena 1848. Zweite Abtheilung, Jena 1849.
- Grundzüge eines Systems des deutschen Staatsrechts, 1865. (Digitalisat und Volltext im Deutschen Textarchiv)
- Gesammelte juristische Abhandlungen. Jena 1872. Heft I, Heft II.

## Nachweise
1. ↑  Kirchenamtsangabe in Fürstlich Schwarzb. Regierungs- und Intelligenz-Blatt vom 4. November 1848, S. 485.
2. ↑  Kirchenamtsangabe in Der Deutsche. Sondershäuser Zeitung 1861 Nr. 60.
3. ↑  Königlich Württembergisches Hof- und Staats-Handbuch 1854 S. 52 und 1862 S. 36. (Im GGT 1933 S. 176 Druckfehler: „1859“.)

| Personendaten    | Personendaten                                                                                 |
| ---------------- | --------------------------------------------------------------------------------------------- |
| NAME             | Gerber, Karl von                                                                              |
| ALTERNATIVNAMEN  | Gerber, Karl Friedrich Wilhelm; Gerber, Karl Friedrich Wilhelm von (vollständiger Name)       |
| KURZBESCHREIBUNG | deutscher Jurist, Hochschullehrer und königlich sächsischer Staatsminister und Kultusminister |
| GEBURTSDATUM     | 11. April 1823                                                                                |
| GEBURTSORT       | Ebeleben                                                                                      |
| STERBEDATUM      | 23. Dezember 1891                                                                             |
| STERBEORT        | Dresden                                                                                       |